# Lubikowo
Lubikowo (niem. Liebuch), dawniej Lubiekowo) – wieś w Polsce położona w województwie lubuskim, w powiecie międzyrzeckim, w gminie Przytoczna. W 2011 roku w Lubikowie liczba ludności wynosiła 349 osób.

## Nazwa
Miejscowość pierwotnie związana była z Wielkopolską. Ma metrykę średniowieczną i istnieje co najmniej od końca XIII wieku. Wymieniona w dokumencie zapisanym po łacinie z 1295 jako „Lubecovo", 1396 "Lubekowo", 1406 "Lubyacowfo, Lubacowo", 1415 "Lubecowo", 1416 "Lubyecowo", 1418 "Lwbecowo, Lubeyacowo", 1418 "Lubyeakowfo", 1422 "Lubyakowo", 1423 "Lubyathowo", 1425 "Lubyethowo", 1427 "Lubiethowo", 1428 "Lubecowo, Lubicowo", 1430 "Lubycowo", 1436 (kopia z 1483) Lubyekowo, 1442 "Lubyechowo", 1443 "Lubiechowo", 1443 "Lubiekowo, Lubiakowo", 1517 "Lubiecowo", 1517 "Lubienkowo", 1519 "Lyvbyekowo", 1545 "Lyubyekowo", 1563 "Liubiekowo", 1564 "Lubichow", 1571 (kopia z 1592) "Lubikowo” .
Od nazwy wsi wzięło swą nazwę położone obok Jezioro Lubikowskie.

## Historia
Miejscowość początkowo była własnością rycerską, potem kościelną, należącą do biskupstwa poznańskiego aby w końcu stać się wsią szlachecką, którą pozostała do rozbiorów Polski. W 1295 książę wielkopolski oraz król Polski Przemysł II oznajmił w łacińskim dokumencie, że Bartłomiej i Mikołaj synowie Męcza dali biskupowi poznańskiemu część Lubikowa, a w zamian otrzymali dziedzinę Krupczyno oraz 30 grzywien srebra .
Miejscowość była wsią szlachecką będącą przedmiotem sprzedaży oraz dziedziczenia dzięki czemu została odnotowana przez liczne historyczne dokumenty prawne, własnościowe i podatkowe. W 1406 Mikołaj Żydowski (z Żydowa koło Obornik) toczył procesy z Boguszem Lubiakowskim o dziedzinę Lubikowo. Bogusz wraz z innymi, którzy mieli prawo do wsi nie stawili się na proces w terminie i sąd przysądził Lubikowo Mikołajowi Żydowskiemu. W 1407 został on pozwany przez Teodoryka Iwieńskiego, występującego w imieniu Hinczki i Kachny z Lubikowa, pod zarzutem bezprawnego przejęcia wsi przemocą. W 1427 imiennie odnotowano Pawła sołtysa Lubikowa, niegdyś kmiecia z Dzięcielina. W 1443 woźny sądowy zeznał, że odnowił granicę oraz potwierdził kopce graniczne pomiędzy dziedzinami należącymi do braci Marcina i Jana w Przetocznie (obecnie Przytoczna), a Lubikowem własnością Dobiesława Mrowińskiego. W 1457 Szczepan (Stephanus) z Lubikowa zobowiązany został do przestrzegania ustanowionych granic i kopców między wsią, a wsiami należącymi do klasztoru bledzewskiego - Rokitno i Kalsko pod karą umowną 200 grzywien .
W 1467 Szczepan dziedzic Lubikowa zapisał żonie Małgorzacie po 300 złotych węgierskich posagu i wiana na połowie wsi. W 1494 imiennie wymieniony został Piotr Poszdzech kmieć z Lubikowa, który płacił dziedzicowi wsi jedną grzywnę czynszu rocznego. W 1475 wieś znalazła się w wykazie zaległości podatkowych. W 1508 miał miejsce pobór we wsi od 9 łanów, 6 groszy od karczmy. W 1563 miał miejsce pobór od 22 łanów, karczmy dorocznej oraz młyna dorocznego napędzanym jednym kołem wodnym. W 1564 w Lubikowie było 18 łanów. W 1577 Jan Strzeżmiński ze Strzeżmina (obecnie Strzyżmin) płacił pobór od swojej własności w Lubikowie. W 1580 odnotowano kolejny pobór podatków ze wsi. Zapłacił go właściciel Jan Strzeżmiński od 22 półłanków, 11 zagrodników, 8 komorników, jednego rataja (najemnego pracownika) od pługa, a także od karczmy dorocznej, dwóch pasterzy wypasających 100 owiec, 1/8 łana należącego do młynarza .
W 1529 Jan Lubiekowski zapisał swojej żonie Reginie córce zmarłego Mikołaja Budziłowskiego po 245 grzywien posagu i wiana na 1/4 Lubikowa. W 1546 zrezygnował z majętności na rzecz córki Jadwigi przekazując jej na własność całą wieś ale zachowując sobie dożywocie .
W 1580 miejscowość była wsią szlachecką o nazwie Lubiekowo i położona była w powiecie poznańskim województwa poznańskiego w Rzeczypospolitej Obojga Narodów. Po rozbiorach Polski miejscowość wraz z całą Wielkopolską znalazła się w zaborze pruskim.
W latach 1975–1998 miejscowość administracyjnie należała do województwa gorzowskiego.